# ZMailer
Zmailer — почтовый сервер для Linux, BSD или Unix-подобных операционных систем.
Zmailer обладает модульной структурой. SMTP-сервер, почтовый маршрутизатор (router), программа отслеживающая запуск агентов по расписанию (scheduler), и почтовые агенты доставляющие почту (smtp) — работают как отдельные процессы, что позволяет разбить общую задачу доставки почты на отдельные подзадачи которые облегчают понимание сути проблемы.
Его разработка была начата в 1988 году, как реакция на существующие проблемы с Sendmail. Первым автором был Rayan S. Zachariassen из университета Торонто. Далее, с 1994 года, лидером проекта стал Matti E. Aarnio.
ZMailer поддерживает все современные механизмы: DNSBL, SPF и возможность подключить сторонние фильтры:
- Наиболее производительным является модульный фильтр Zmscanner. Архитектура этого фильтра позволяет использовать его на высоконагруженных почтовых системах (более 1,5 миллиона писем в сутки).

- В виде патча существует утилита для интеграции статистического спам фильтра DSPAM в ZMailer: интеграция антиспама DSPAM в ZMailer

## Дополнительные статьи
- Борьба со СПАМ-ом на примере почтового сервера zmailer
- Борьба со СПАМом для высоконагруженных почтовых систем на примере MTA Zmailer
- Zmscanner — модульный фильтр для MTA Zmailer
- Dovecot LDA в качестве агента локальной доставки для ZMailer